# 随机遇敌
随机遇敌（Random encounter），是各种角色扮演游戏中常见的特点，指玩家以随机形式遭遇非玩家角色敌人或其他危险。随机遇敌通常用来模拟危险环境下的各种挑战，如有怪物出没的旷野或迷宫；和“固定”遇敌相比，随机所遇之敌出现的频率和组成是不定的。像勇者斗恶龙、雷盖亚传说、宝可梦系列和最终幻想这类系列都使用了频繁的随机战。